# Murdannia clandestina
Murdannia clandestina là một loài thực vật có hoa trong họ Commelinaceae. Loài này được (Ridl.) Faden mô tả khoa học đầu tiên năm 1991.